# عطا الله البكري
عطا الله باشا البكري (1856-1915)، من وجهاء الشام في عهد السلطان عبد الحميد الثاني، تولى رئاسة بلدية دمشق وكان عضواً في مجلس الولاية. وهو والد الوزير والنائب نسيب البكري.  

## البداية
ولِد عطا الله البكري في دمشق لأُسرة عربية واسعة الانتشار، لها فروع في سورية ومصر والحجاز، ويعود نسبها إلى أول الخلفاء الراشدين أبو بكر الصديق. قاد جده الأكبر القاضي الشيخ خليل البكري ثورة دمشقية على الوالي العثماني عثمان باشا أبو طوق عام 1723، وتولى أفراد أُسرته منصب إفتاء دمشق في القرن التاسع عشر. دَرس عطا الله البكري في دمشق وعَمل في الزراعة وفي إدارة أملاك الأسرة في قرية جرمانا وقرى الغوطة الشرقية، وكان وكيلاً على أوقاف المدرسة الجقمقية، مقابل الجامع الأموي.

## العمل الإداري
في عام 1890، تم اعتقاله على خلفية نزاع ضريبي، ولكنه خرج من السجن وفتح صفحة جديدة مع الحكومة العثمانية في زمن السلطان عبد الحميد الثاني. عُين عضواً في مجلس ولاية دمشق ورئيساً لبلديتها، خلفاً لصديقه محمّد فوزي باشا العظم عام 1900. نظراً لقربه من العثمانيين، أُعطي لقب الباشاوية، عِلماً أنه لم يتسلّم أي منصب رفيع في الدولة، لا عسكرياً أو سياسياً.

## جر مياه عين الفيجة
في عام 1905، طُلب من عطا الله البكري المشاركة بجر مياه نبع عين الفيجة في سفح وادي بردى إلى مدينة دمشق، بلغت كميتها ألفي متر مكعب في اليوم الواحد. اجتمع البكري مع الوالي العثماني ناظم باشا، الذي عمّر دار الحكومة الحديثة في ساحة المرجة، ومدّ خط التلغراف بين دمشق والمدينة المنورة، وقال له إن خزينة البلدية ليس فيها إلا ثلاثة آلاف ذهبة، وهذا لا يكفي لتنفيذ مشروع مياه عين الفيجة الذي بلغت قيمته أربعين ألف ذهبة. قرر ناظم باشا إشراك الأعيان في جمع المبلغ المطلوب، وعُقد اجتماع في داره حضرهُ البكري وأمين الفتوى الشيخ عبد المحسن الأسطواني وشيخ الطريقة الشاذلية محمود أبو الشامات. تباحثوا في كيفية جمع المبلغ المطلوب واقترح أحدهم فرض ضريبة على الخبز، تيمناً بالسلطان نفسه الذي فرض ضريبة على اللحوم والمسالخ في كافة أنحاء البلاد لتأمين نفقات إنشاء معهد الطب العثماني في دمشق، ولكن عطا الله البكري عارض الفكرة بشدة وقال بغضب: «أتريدون أن يدفعها الفقراء؟ اجعلوها على الكاز...لأن الفقير يشعل ضوءاً واحداً والغني يشعل أضواءً كثيرةً، فيكون أخذها من جيوب الأغنياء.»  أُعجب ناظم باشا بالفكرة وتبناها.

## معارضته جمعية الاتحاد والترقي
تراجع نفود عطا الله البكري بشكل ملحوظ بعد وقوع الانقلاب العثماني وخلع السلطان عبد الحميد عن العرش عام 1909. عارض جمعية الاتحاد والترقي التي وصلت إلى الحكم، وقامت بإقصاء كافة مستشاري السلطان العرب، بما فيهم أحمد عزت باشا العابد والشيخ أبو الهدى الصيّادي. انتسب ابنه نسيب البكري إلى الجمعية العربية الفتاة، التي أُسست في فرنسا قبل الحرب العالمية الأولى وهَدفت بداية إلى توسيع مشاركة العرب في الدولة العثمانية قبل مطالبتها بإنهاء الحكم التركي. وفي شتاء عام 1915، فتحت أبواب دار البكري جانب البيمارستان النوري بدمشق لاستقبال الأمير فيصل بن الحسين، نجل أمير مكة الشريف حسين بن علي، خلال مراحل التحضير للثورة العربية الكبرى. ورُتب اجتماع سري للأمير فيصل في ذات الدار مع قادة الحراك المعادي للعثمانيين، أمثال الفريق رضا باشا الركابي والدكتور عبد الرحمن الشهبندر وشكري القوتلي.  
ولكن عطا الله البكري توفي قبل إعلان الثورة العربية الكبرى في حزيران 1916.

## أولاده
اشتهر من أبنائه:
نسيب البكري، أحد مؤسسي الكتلة الوطنية الذي انتخب نائباً عن دمشق وتسلّم وزارتي العدل والاقتصاد في سورية.
بشير البكري، خريج جامعة السوربون في باريس، الذي شغل منصب مدير عام أوقاف دمشق عام 1947.
مظهر البكري: خريج جامعة بيروت الأميركية، الذي شغل أمانة العاصمة قبل تعيينه سفيراً في البرازيل.
سامي البكري، خريج المعهد الملكي في اسطنبول، الذي أصبح محافظاً على مدينة حماة.
فوزي باشا البكري، نائب دمشق في المؤتمر السوري العام سنة 1919.